# Osaka Business Park (metropolitana di Osaka)
Osaka Business Park (大阪ビジネスパーク駅?, Ōsaka-bizinesupāku-eki) è una stazione della Metropolitana di Osakasulla linea Nagahori Tsurumi-ryokuchi. La situazione si trova nel quartiere di Chūō-ku a Osaka. Con il piano binari a circa 32 metri di profondità, è la stazione più profonda della metropolitana di Osaka.